# Taulinhan
Taulinhan (en francès Taulignan) és un municipi francès situat al departament de la Droma i a la regió d'Alvèrnia-Roine-Alps. L'any 2007 tenia 1.589 habitants.

## Demografia

### Població
El 2007 la població de fet de Taulignan era de 1.589 persones. Hi havia 712 famílies de les quals 256 eren unipersonals (104 homes vivint sols i 152 dones vivint soles), 240 parelles sense fills, 156 parelles amb fills i 60 famílies monoparentals amb fills.
La població ha evolucionat segons el següent gràfic:
Habitants censats

### Habitatges
El 2007 hi havia 971 habitatges, 722 eren l'habitatge principal de la família, 185 eren segones residències i 64 estaven desocupats. 823 eren cases i 144 eren apartaments. Dels 722 habitatges principals, 492 estaven ocupats pels seus propietaris, 190 estaven llogats i ocupats pels llogaters i 40 estaven cedits a títol gratuït; 3 tenien una cambra, 66 en tenien dues, 165 en tenien tres, 195 en tenien quatre i 294 en tenien cinc o més. 456 habitatges disposaven pel capbaix d'una plaça de pàrquing. A 377 habitatges hi havia un automòbil i a 269 n'hi havia dos o més.

### Piràmide de població
La piràmide de població per edats i sexe el 2009 era:
| Homes | Edats   | Dones |
| ----- | ------- | ----- |
| 4     | 95 o +  | 4     |
| 4     | 90 a 94 | 8     |
| 4     | 85 a 89 | 8     |
| 16    | 80 a 84 | 20    |
| 12    | 75 a 79 | 36    |
| 56    | 70 a 74 | 52    |
| 40    | 65 a 69 | 48    |
| 72    | 60 a 64 | 76    |
| 36    | 55 a 59 | 36    |
| 52    | 50 a 54 | 52    |
| 48    | 45 a 49 | 64    |
| 52    | 40 a 44 | 48    |
| 56    | 35 a 39 | 56    |
| 56    | 30 a 34 | 72    |
| 36    | 25 a 29 | 40    |
| 40    | 20 a 24 | 24    |
| 44    | 15 a 19 | 44    |
| 56    | 10 a 14 | 40    |
| 36    | 5 a 9   | 36    |
| 24    | 0 a 4   | 56    |

## Economia
El 2007 la població en edat de treballar era de 1.001 persones, 692 eren actives i 309 eren inactives. De les 692 persones actives 617 estaven ocupades (339 homes i 278 dones) i 75 estaven aturades (35 homes i 40 dones). De les 309 persones inactives 116 estaven jubilades, 53 estaven estudiant i 140 estaven classificades com a «altres inactius».

### Ingressos
El 2009 a Taulignan hi havia 706 unitats fiscals que integraven 1.519,5 persones, la mediana anual d'ingressos fiscals per persona era de 15.045 €.

### Activitats econòmiques
Dels 83 establiments que hi havia el 2007, 2 eren d'empreses alimentàries, 1 d'una empresa de fabricació de material elèctric, 7 d'empreses de fabricació d'altres productes industrials, 13 d'empreses de construcció, 13 d'empreses de comerç i reparació d'automòbils, 1 d'una empresa de transport, 7 d'empreses d'hostatgeria i restauració, 1 d'una empresa d'informació i comunicació, 3 d'empreses financeres, 5 d'empreses immobiliàries, 10 d'empreses de serveis, 12 d'entitats de l'administració pública i 8 d'empreses classificades com a «altres activitats de serveis».
Dels 32 establiments de servei als particulars que hi havia el 2009, 1 era una gendarmeria, 1 oficina de correu, 2 oficines bancàries, 3 tallers de reparació d'automòbils i de material agrícola, 1 autoescola, 4 paletes, 4 fusteries, 2 lampisteries, 1 electricista, 1 empresa de construcció, 2 perruqueries, 6 restaurants, 3 agències immobiliàries i 1 saló de bellesa.
Dels 6 establiments comercials que hi havia el 2009, 1 era una botiga de menys de 120 m², 3 fleques, 1 una carnisseria i 1 una botiga de material esportiu.
L'any 2000 a Taulignan hi havia 81 explotacions agrícoles que ocupaven un total de 836 hectàrees.

## Equipaments sanitaris i escolars
L'únic equipament sanitari que hi havia el 2009 era una farmàcia.
El 2009 hi havia una escola elemental.

## Poblacions més properes
El següent diagrama mostra les poblacions més properes.